# Baby Bowser
Baby Bowser is een personage uit de Mariospellen. Hij is de kleine versie van Bowser.

## Karakteromschrijving
Baby Bowser heeft wel hetzelfde slabbetje als Bowser Jr., maar daar zijn geen tanden op getekend en hij doet hem nooit voor zijn mond en in Super Smash Bros. Melee is Baby Bowser een trofee.

## Trivia
Series waar Baby Bowser in voorkomt:
- Yoshi's Island (Super Nintendo Entertainment System, 1992)
- Yoshi's Story (Nintendo 64, 1997)
- Super Smash Bros. Melee (GameCube, 2001)
- Mario Kart DS (Nintendo 2DS, 2005)
- Yoshi's Island DS (Nintendo 2DS, 2006)
- New Super Mario Bros. U (Wii U, 2012)
- Yoshi's New Island (Nintendo 3DS, 2013)
- Yoshi's Woolly World (Wii U, 2015)